# Umarizal (ort)
Umarizal är en ort i Brasilien.   Den ligger i kommunen Umarizal och delstaten Rio Grande do Norte, i den östra delen av landet, 1 500 km nordost om huvudstaden Brasília. Umarizal ligger 174 meter över havet och antalet invånare är 8 780.
Terrängen runt Umarizal är platt. Umarizal är det största samhället i trakten.
Omgivningarna runt Umarizal är huvudsakligen savann. Runt Umarizal är det ganska glesbefolkat, med 28 invånare per kvadratkilometer.